# Băile Medicinale Gellért

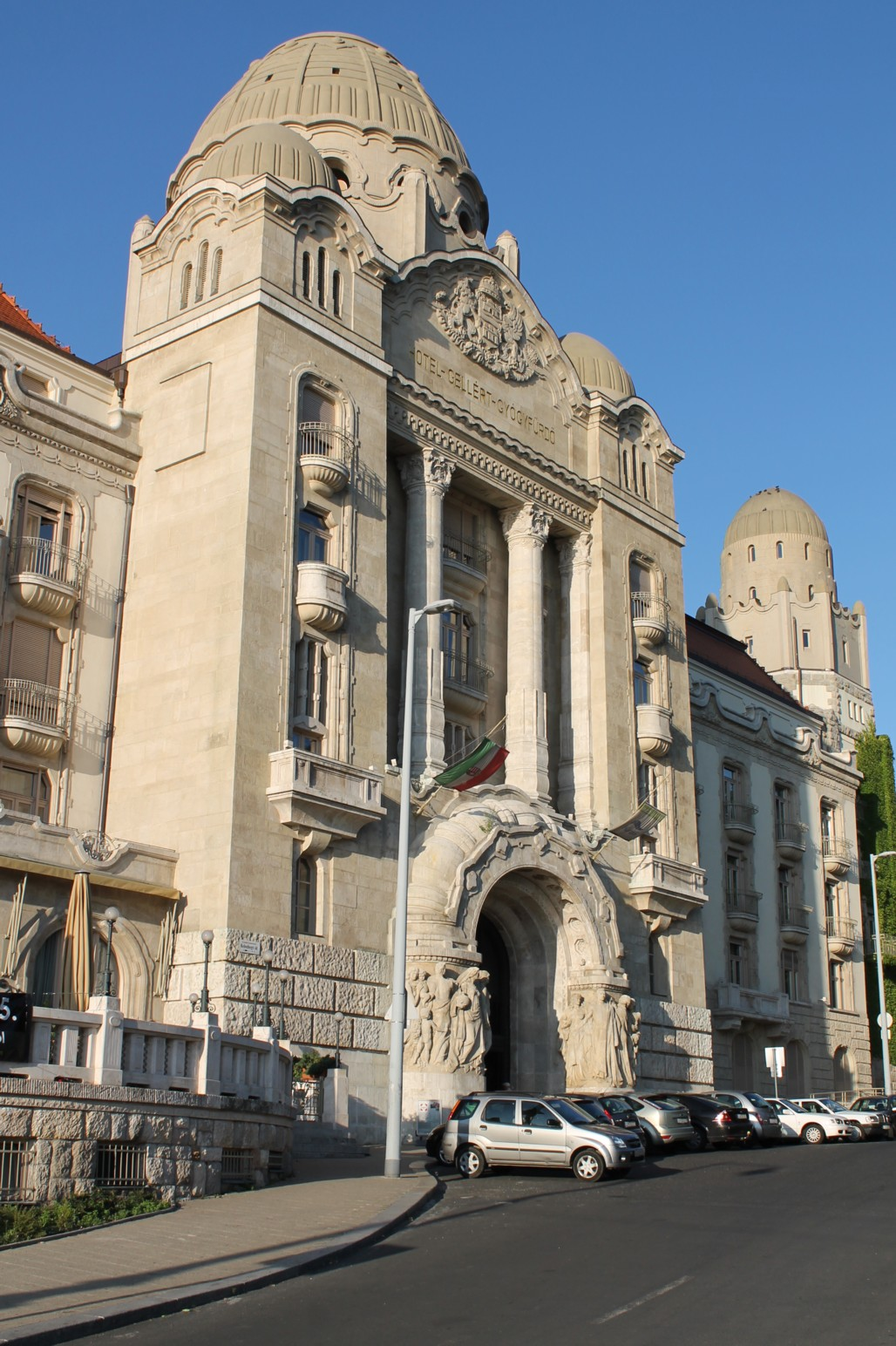
Budapesta, Băile Gellért

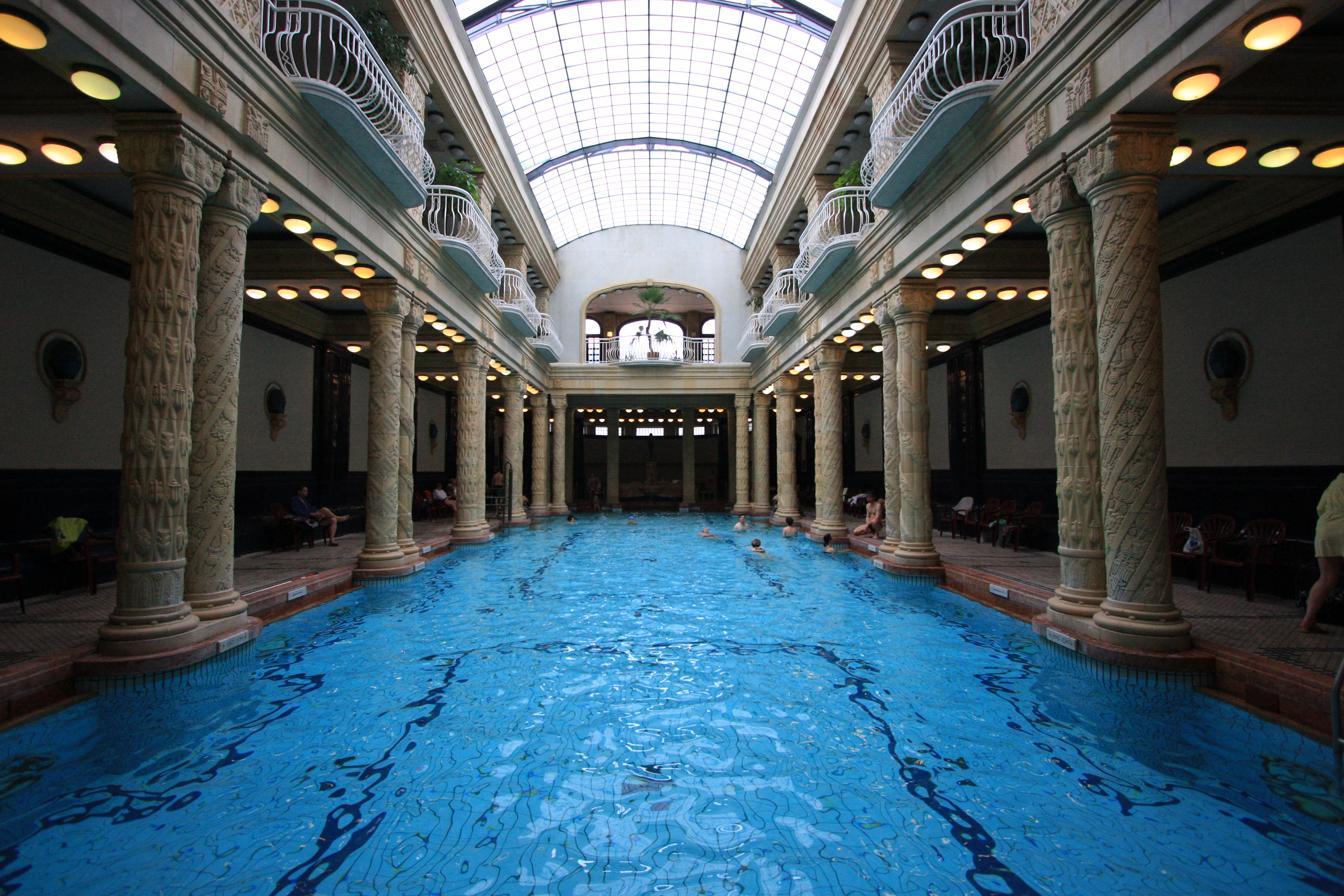
Piscina efervescentă din Băile Gellért

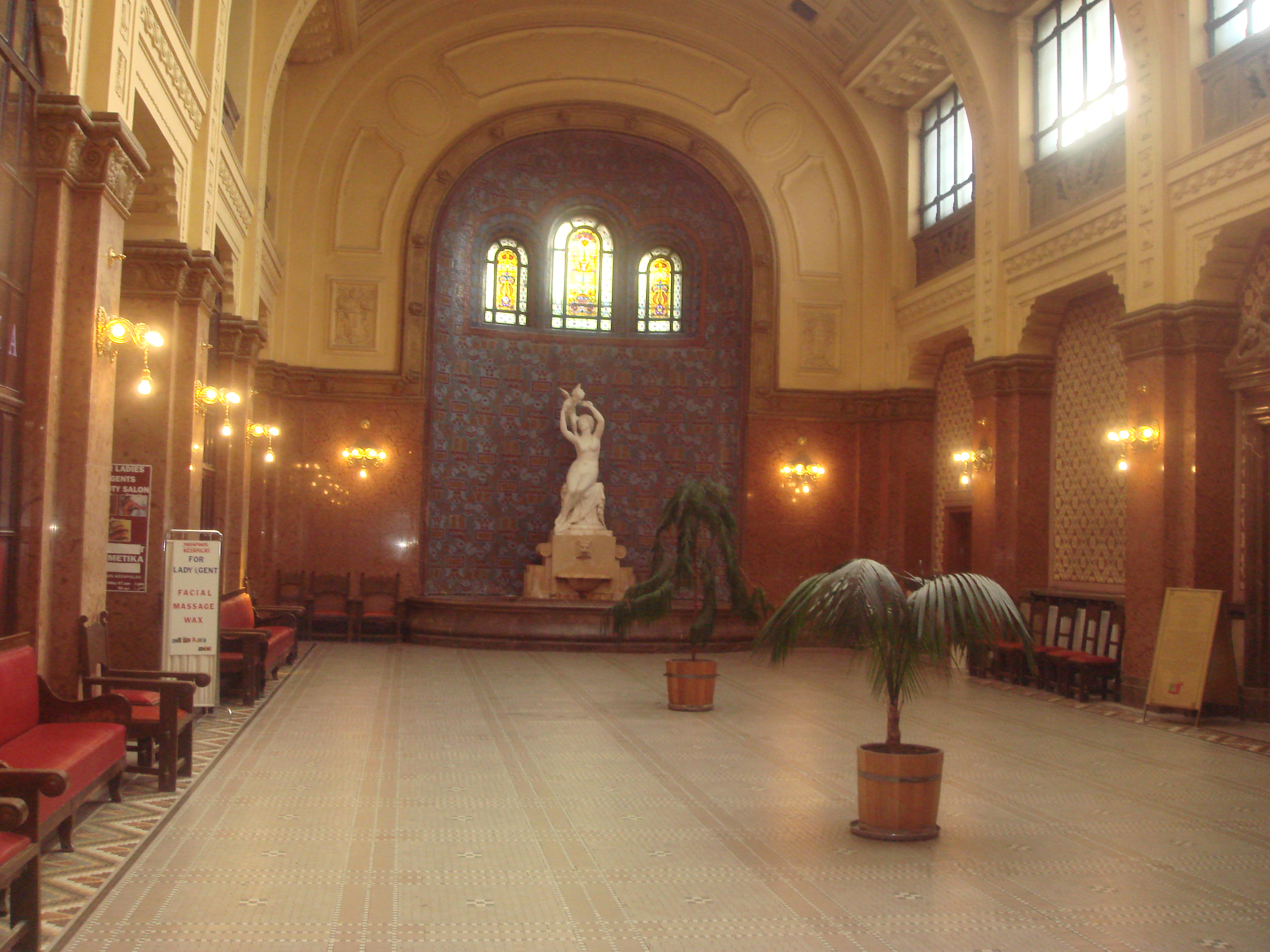
Antreul Băilor Gellért

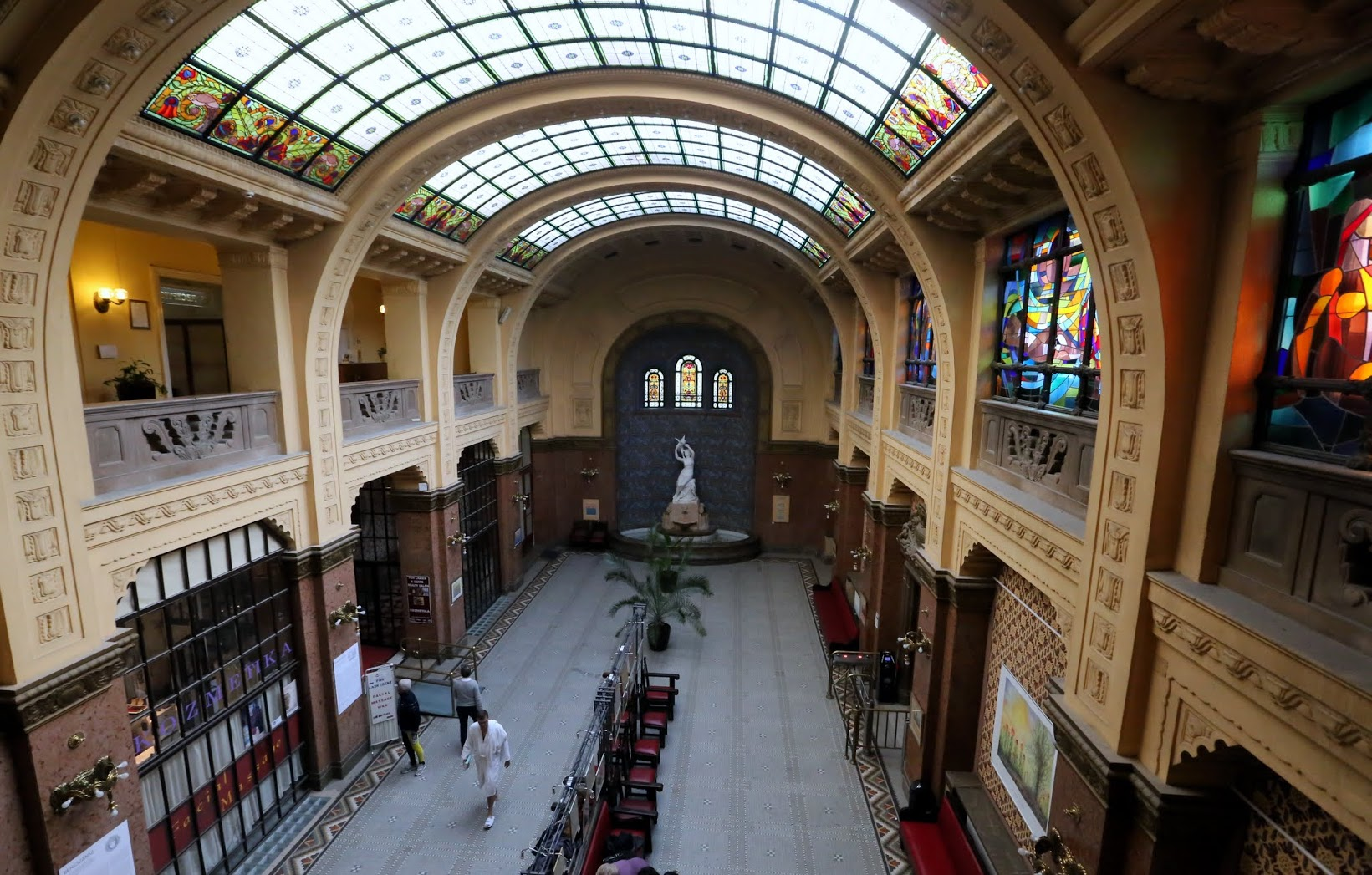
Antreul Băilor Gellért

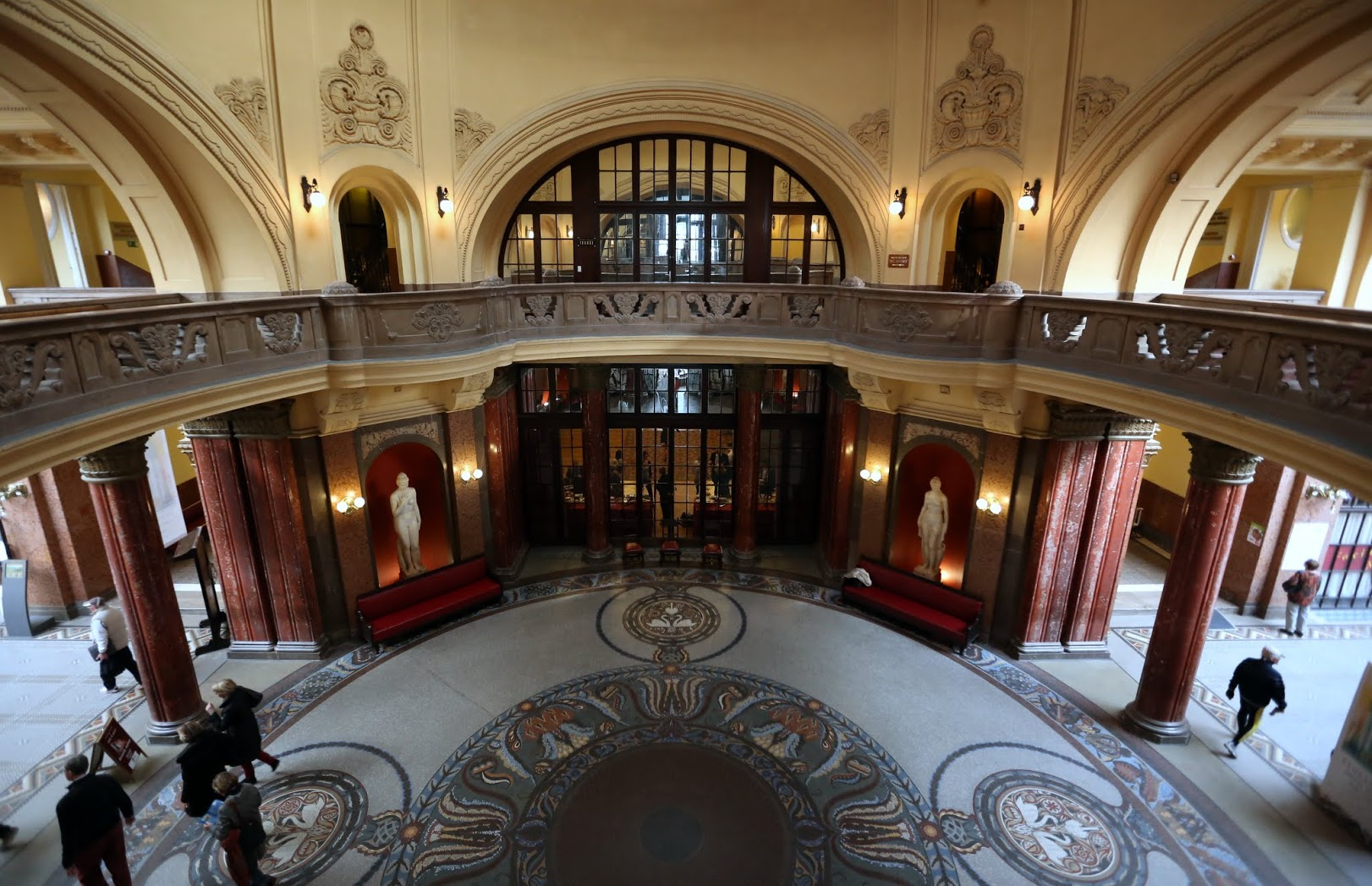
Antreul Băilor Gellért

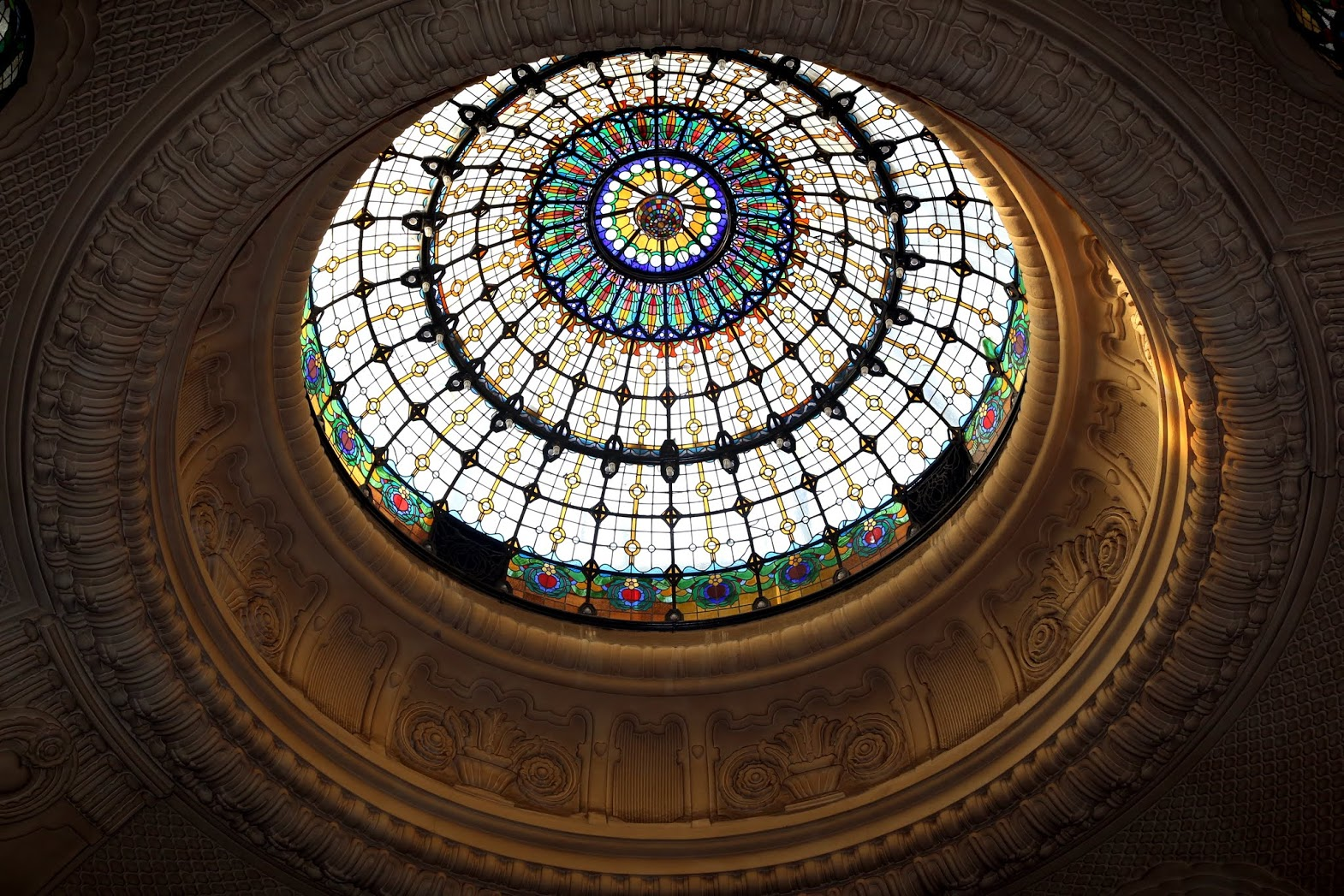
Antreul Băilor Gellért

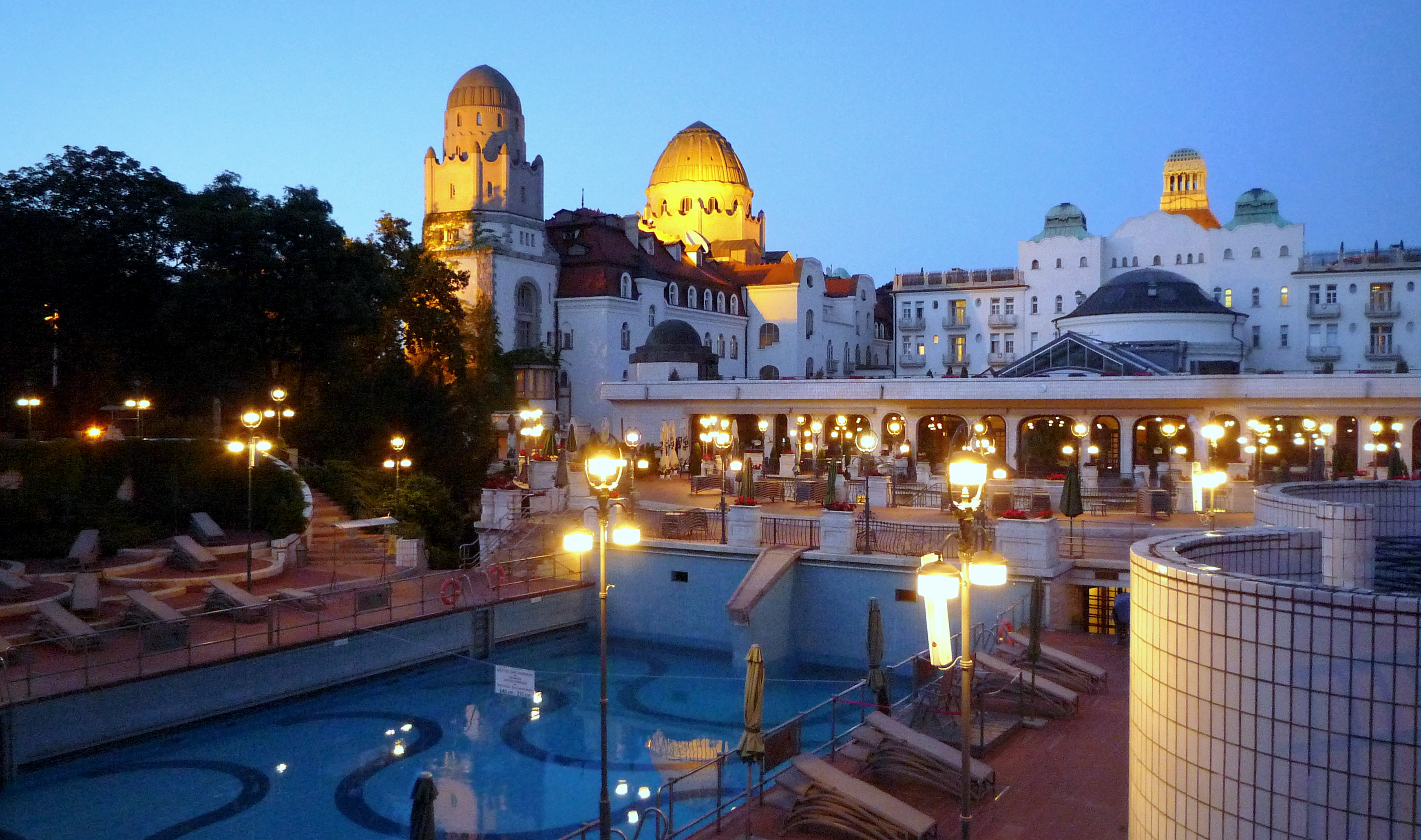
Vedere din spate a băilor

Parte a celebrului Hotel Gellért situat în Buda, Băile și Piscinile Medicinale Gellért (de asemenea, cunoscute sub numele de Băile Gellért sau în maghiară ca Gellért fürdő) este un complex de băi situat în Budapesta, Ungaria.

## Istorie
Complexul a fost construit între 1912 și 1918 în stil Art Nouveau (secesionist). Acestea au fost deteriorate în timpul cel de-al Doilea Război Mondial, iar apoi reconstruite. Referințe la aspectele curative a acestor locuri datează încă din secolul al XIII-lea. Un spital a fost situat în acest loc în timpul Evului Mediu. În timpul ocupației otomane au fost construite băi în acest loc.
„Izvorul magic de vindecare” era denumirea folosită de către turci în secolele al XVI-lea și al XVIII-lea. Baia a fost numit Sárosfürdő (baie noroioasă), datorită nămolului mineral sedimentat la fundul piscinelor.

## Locații de filmare
Băile Gellért, au fost folosite ca o locație pentru filmare pentru următoarele proiecte artistice:
- Acumulator 1 (1994), regizat de Jan Sverák
- Cremaster 5 (1997) din seria The Cremaster Cycle în regia lui Matthew Barney
- Víz (Piscine de Dorință) (1999) în regia lui Layne Derrick

## Transport
Se poate ajunge cu mijloacele de transport public, tramvaiele 47 sau 49 de la piața Deák Ferenc sau tramvaiul 19 din direcția Podului Margareta sau cu metroul 4 de la Gara Keleti.
47°29′1.35″N 19°3′3.5″E / 47.4837083°N 19.050972°E